# Howard M. Temin

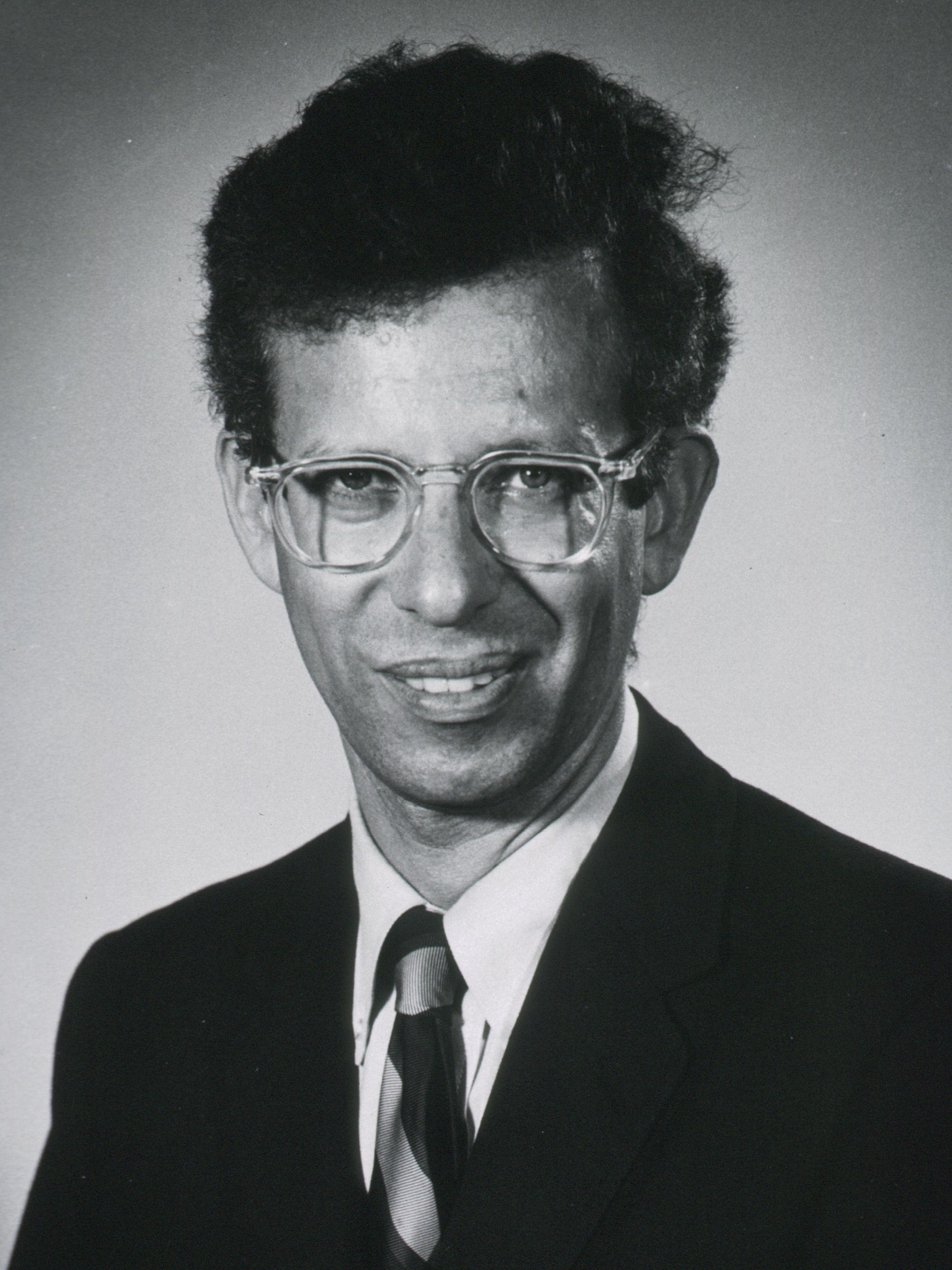
Howard M. Temin

Howard Martin Temin (* 10. Dezember 1934 in Philadelphia, Pennsylvania; † 9. Februar 1994 in Madison, Wisconsin) war ein US-amerikanischer Biologe. Er wurde 1975 für seine Erkenntnisse im Bereich der Krebsforschung gemeinsam mit David Baltimore und Renato Dulbecco mit dem Nobelpreis für Physiologie oder Medizin ausgezeichnet.

## Leben
Temin wuchs in Philadelphia auf und besuchte schon als High-School-Schüler Biologiekurse am Jackson Memorial Laboratory in Bar Harbor in Maine. Er studierte Biologie am Swarthmore College und nach dem Bachelor-Abschluss 1955 am California Institute of Technology („CalTech“) in Pasadena, Kalifornien. Dort wandte er sich zunächst der experimentellen Embryologie, dann der experimentellen Virologie zu und arbeitete ab 1957 im Labor von Renato Dulbecco, wo er auch 1959 seine Doktorarbeit über das Rous-Sarkom-Virus (Rous sarcoma virus, RSV) anfertigte. Das RSV wurde für ihn zum Modellsystem, mit dem er auch in den folgenden Jahren arbeitete. Nach eigenem Bekunden wurde er auch stark durch die Zusammenarbeit mit Harry Rubin und den Kontakt zu Max Delbrück beeinflusst. 1960 wurde er Assistant Professor am McArdle Laboratory for Cancer Research an der Universität von Wisconsin-Madison. Er wurde dort später Professor und außerdem 1974 American Cancer Society Professor of Viral Oncology and Cell Biology. Er starb an Lungenkrebs, obwohl er nie rauchte.

## Werk
Ab 1964 propagierte er öffentlich seine „Provirus-Hypothese“, die besagt, dass sich bestimmte Viren mit RNA-Genom (Retroviren) ins menschliche Genom integrieren können und dort durch äußere Einflüsse (z. B. Strahlentherapie, krebserregende Substanzen o.a.) aktiviert werden und so zu Krebs führen können. Voraussetzung hierfür war die Umschreibung des viralen RNA-Genoms in DNA. Diese Hypothese verletzte die weitverbreitete Vorstellung, dass der Informationsfluss immer nur in der Richtung DNA → RNA → Protein verläuft (s. Zentrales Dogma der Molekularbiologie). An der experimentellen Untermauerung seiner These arbeitete er seit 1960 (veröffentlicht 1964). Dies machte ihn eine Weile zum wissenschaftlichen Außenseiter, dessen These allgemein vehement abgelehnt und verlacht wurde. Andererseits genoss er Ansehen, da er eine Methode entwickelt hatte, die Fähigkeit von RNA-Viren Krebs zu erzeugen in Zellkulturen nachzuweisen, was das Fachgebiet umwälzte.
Um 1970 entdeckte Temin parallel mit David Baltimore das Enzym, das diesen Umschreibungsprozess von RNA in DNA bewerkstelligen kann: die Reverse Transkriptase. Es spielt in der Gentechnik und bei HIV (einem Retrovirus) eine wichtige Rolle.

## Ehrungen und Mitgliedschaften
Für seine Leistungen erhielt er zahlreiche Auszeichnungen, neben dem Nobelpreis auch den National Academy of Sciences Award in Molecular Biology (1972), den Pfizer Award in Enzyme Chemistry (1973) und den Albert Lasker Award for Basic Medical Research und einen Gairdner Foundation International Award (beide 1974). Er war Mitglied der American Academy of Arts and Sciences (1973), der National Academy of Sciences (1974), der American Philosophical Society (1978) und der Royal Society (1988).
Er war Mitherausgeber des Journal of Virology, Journal of Cellular Physiology, und der Proceedings of the National Academy of Sciences.
An der University of Wisconsin-Madison ist ein Pfad am Seeufer nach ihm benannt, den er täglich auf dem Hin- und Rückweg zur Arbeit (zu Fuß oder auf dem Rad) benutzte.